# Sonorella imperialis
Sonorella imperialis är en snäckart som beskrevs av Henry Augustus Pilsbry och James Henry Ferriss 1923. Sonorella imperialis ingår i släktet Sonorella och familjen Helminthoglyptidae. Inga underarter finns listade i Catalogue of Life.